# Martin Brest
Martin Brest, född 8 augusti 1951 i Bronx i New York, är en amerikansk filmregissör, manusförfattare och filmproducent.
Martin Brest hade en stor framgång med filmen En kvinnas doft (1992) medan Möt Joe Black (1998) och Gigli (2003) var katastrofala floppar. Han har inte regisserat sedan 2003.

## Filmografi (urval)
- 1979 – Going in Style (manus och regi)
- 1984 – Snuten i Hollywood (regi)
- 1988 – Midnight Run (regi och produktion)
- 1992 – En kvinnas doft (regi och produktion)
- 1998 – Möt Joe Black (regi och produktion)
- 2003 – Gigli (manus, regi och produktion)